# Suppleringsvalg
Et suppleringsvalg er et valg, der afholdes for at finde nye repræsentanter til en valgt forsamling, hvortil der ikke er valgt suppleanter (eller hvor alle suppleanter allerede er indtrådt).
Suppleringsvalg kendes blandt andet fra det britiske parlaments underhus, hvor der afholdes suppleringsvalg i en valgkreds, hvis kredsens parlamentsmedlem udtræder eller dør i løbet af valgperioden. Imidlertid, hvis en parlamentsmedlem dør eller udtræder snart før ett parlamentsvalg, det er ingen suppleringsvalg og kredsen forbliver ledig til parlamentsvalget.[kilde mangler]
Det er ikke ualmindeligt at småpartier og utraditionelle kandidater klarer sig bedre ved suppleringsvalg end ved de ordinære valg.[kilde mangler]
I Danmark har folketingsmedlemmer som udtræder oftest stedfortrædere som kan træde ind i stedet. Men når det ikke er tilfældet, kan Folketinget beslutte at afholde suppleringsvalg (kaldet udfyldningsvalg i Folketingsvalgloven) til Folketinget. En del kommuner har været nødt til at afholde suppleringsvalg til skolebestyrelser, hvor der er udtrådt så mange forældrerepræsentanter, at alle suppleanterne er indtrådt.[kilde mangler]